# Lis Vega
Liseska Vega Gálvez (20 de octubre de 1977), más conocida como Lis Vega o Liz Vega, es una vedette, bailarina, actriz y cantante cubana.

## Biografía
Nació en La Habana, Cuba el 20 de octubre de 1977;  pertenece al signo zodiacal libra.
Su familia se encuentra conformada por su padre Lázaro Vega, su madre Martha Elena Gálvez (quienes se divorciaron cuando ella tenía tan solo 10 años) y su hermana Lieska Vega Gálvez. Con quienes dice mantiene una buena relación en general, aunque en la actualidad tenga un obvio distanciamiento debido a que su familia se encuentra La Habana y ella se encuentra trabajando en México.

## Su historia enCuba
El 27 de septiembre de 1991, comenzaba sus actividades como bailarina en un grupo de baile que llevaba por nombre Fantasía, estando en la dirección del mismo proyecto el también bailarín, Ernesto Suárez.
En 1991, participó en los espectáculos de Castillito, el cual era un show de la discoteca del City May, dentro del foro científico en la Unaic y así como en el festival de aficionados en el regimiento de los boinas rojas. En los años siguientes participaría en diferentes actividades culturales.

## Su historia enMéxico
Liz centró sus estudios por poco más de tres años en baile y danza moderna. Al término de los mismos viajó a México en 1997, en donde llamó la atención de varios productores mexicanos como Eugenio Derbez, Guillermo del Bosque y Juan Osorio (productores en Televisa), entre otros, quienes le darían sus primeras oportunidades en el medio del espectáculo mexicano.
Para el año 2001 tuvo una participación especial en el programa Otro Rollo, conducido por Adal Ramones y ganó también el tercer lugar en un concurso de físico constructivismo en México. En 2002 concursó para aparecer en la versión mexicana de la revista Playboy resultando ganadora.
Fue dicha exposición la que la puso en a mira del productor Juan Osorio, con el que grabó el video home "Mi Verdad" con lo cual comenzaría una carrera en el mundo de las telenovelas mexicanas.
El video home "Mi verdad" (en el cual interpretó a la también actriz Niurka Marcos) y su portada en Playboy han sido los 2 proyectos que considera más importantes en su carrera.
En 2005 ingresó a la casa de Big Brother en su versión VIP (la cual no es sino la versión de actores y/o personalidades públicas), donde a su salida le esperaban varias ofertas de trabajo, entre ellas una participación en la telenovela "Contra viento y marea", dirigida por Nicandro Díaz.
Para el año 2006 participó en la telenovela "Duelo de pasiones" donde interpretó a Coral. En este año también participa en la versión mexicana de Bailando por la boda de mis sueños (México).
En 2008 se integró a la telenovela Tormenta en el paraíso.
En 2010 entró al "Segundo campeonato mundial de baile" representando a México junto a Luis David de los Ángeles en la cuarta semana de emisión del programa, sustituyendo a la exparticipante Alessandra Rosaldo, quien sufrió un accidente en el «Baile bajo la lluvia», ante lo cual se vio imposibilitada de seguir en el programa.
En 2012 el Productor Eduardo Paz la nombró una de las protagonistas del musical "Que rico mambo" junto a Maribel Guardia, Niurka Marcos y Malillany Marin.
En 2020, realizó contenido erótico para HotGo, una plataforma de entretenimiento para adultos propiedad de Playboy.

## Vida privada
En 2008 se casó con el actor y modelo uruguayo Federico Díaz, del que se separó a los pocos meses. Díaz salió del armario en 2014 e hizo pública su homosexualidad. Lis Vega, en un comunicado en Instagram, mostró todo su apoyo a su exmarido.

## Apariciones en televisión
- Otro rollo (2001) - Invitada
- La jaula (2003) - Invitada
- La casa de la risa (2004)- Invitada
- Par de ases (2005) - Invitada
- Big Brother VIP (2005)- Participante
- Bailando por la boda de mis sueños  (2007) - 2.º Lugar
- Segundo Campeonato Mundial de Baile (2010) - 4.º Lugar
- Reto Centroamericano de Baile (2011) - Jurado
- Estrella2 (2012) - Varios personajes
- Bailadisimo 2016, Multimedios Televisión (Conductora y Jurado)
- Bailadisimo 2.ª Temporada 2016,

Multimedios Televisión (Conductora y Jurado)
- Bailadisimo 3.ª Temporada 2017,

Multimedios Televisión (Conductora y Jurado)
- Bailadisimo 4.ª Temporada 2017,

Multimedios Televisión (Conductora y Jurado)
- Bailadisimo Junior 2017, Multimedios Televisión (Conductora y Jurado)
- Exatlón México (2017) - Concursante
- Bailadisimo 5.ª Temporada 2018,
- Las estrellas bailan en Hoy (2022) - Ella misma[5]
- MasterChef Celebrity (2023) - Ella misma[6]
- Mira quien baila: La revancha (2023) - Finalista[7]

## Telenovelas
- Santa diabla (2013-2014) - Lisette Guerrero
- Amorcito corazón (2011-2012) - Doris Montiel Álvarez
- Zacatillo, un lugar en tu corazón (2010) - Olga
- Tormenta en el paraíso (2008) - Lizesca
- Duelo de pasiones (2006) - Coral
- Contra viento y marea (2005) - Juncal Junquera
- Misión S.O.S. (2004) - Señora de la Tierra

## Teatro
- Qué rico mambo 2012- Caridad Buenrostro

## Premios y nominaciones
| Año  | Premio                                       | Categoría     | Trabajos nominados | Resultados |
| ---- | -------------------------------------------- | ------------- | ------------------ | ---------- |
| 2013 | "Las estrellas del año" de People en Español | Mejor villana | Santa diabla       | Nominada   |